# Héctor Darío Castro Cabrera
Héctor Darío Castro Cabrera (nacido en el Huila) es un expolicía colombiano. Mayor General retirado.

## Biografía
Castro ingresó a la Policía en 1970, se graduó en ciencias políticas en la Universidad La Gran Colombia. Se ha desempeñado como Comandante de la Policía Metropolitana de Bogotá, inspector delegado, comandante de la policía en los departamentos de Bolívar y Atlántico, director de Sanidad y agregado en Perú. Fue nombrado el 27 de agosto de 2002 como subdirector de la Policía Nacional de Colombia. Tras su retiro asumió el 17 de enero de 2005 la dirección nacional del Cuerpo Técnico de Investigación (CTI) de la Fiscalía General de la Nación de Colombia.